# حمزة علاء الدين
حمزة علاء الدين (1929-2006) مغني مصري، من أصل نوبي عالمي وعازف على العود وآلة التار النوبية وقد برع في العزف على العود يُعرف أيضًا باسم حمزة الدين وهو اسم شهرته في الخارج.

## نشأته
ولد حمزة علاء الدين في 10 يوليو عام 1929 م بقرية توشكي النوبية بالقرب من وادي حلفا في مصر وهاجر مع عائلته بعد بناء السد العالي بأسوان بعد أن غرقت قريته عام 1960.

## بدايته
بعد أن جاء حمزة الدين إلى القاهرة درس هندسة الكهرباء بجامعة الملك فؤاد (القاهرة حاليًا) وأصبح مهندس كهرباء والتحق للعمل بسكك حديد مصر، ولكنه بعد فترة من اشتغاله بالهندسة اتجه بعيدا عنها فبدأ بدراسة الموشحات في معهد إبراهيم شفيق للموسيقى ثم ألتحق بعده بمعهد الملك فؤاد للموسيقى الشرقية (معهد الموسيقى العربية الآن لدراسة آلة العود والموسيقى العربية.
وأكمل حمزه الدين دراسته في أكاديمية سانت سيسيليا بروما، حصل بعدها على منحة لدراسة الموسيقى الغربية في الولايات المتحدة الأمريكية.
عاد حمزة إلى بلدته وأخذ يعزف لأهله على آلة العود التي لم تكن مشهورة هناك وأنتقل من قرية إلى قرية على ظهر حمار يجمع الأغان النوبية القديمة ويعزف على العود بعض الموسيقى العربية، لقد أعتبر حمزة الدين أبو الموسيقى النوبية.
أعمالهايات المتحدة الأمريكية بعد أن وقع عقد مع شركة تسجيلات فانجارد (Vanguard Records).
في عام 1964 م سجل حمزة أول ألبوم له وهو موسيقى النوبة (Music of Nubia)، وفي نفس العام قدم أول حفلة موسيقية له على مسرح بالولايات المتحدة الأمريكية، وفي العام 1968 سجل حمزة ألبومه إسكاليه أو الساقية بالنوبية والذي اكتسب شهرة وصيت ذائع في الغرب، كما وضع الموسيقى التصويرية لفيلم الحصان الأسود للمخرج فرانسيس فورد كوبولا.
تولى حمزة العديد من مناصب التدريس كمؤلف موسيقى وأستاذ للموسيقى العرقية في الفترة من 1980 إلى 1990 في العديد من الجامعات الأمريكية ومنها جامعة أوهايو وجامعة واشنطون وجامعة تكساس.
وفي الثمانينيات أقام حمزة لفترة في اليابان حيث كان قد حصل على منحة دراسية لدراسة أوجه الشبه بين آلة العود الشرقية وآلة بيوا اليابانية وهي آلة تشبه العود.
شارك حمزة الدين في العديد من المهرجانات الدولية، وقد أصدر ألبومه الأخير عام 1999 م بعنوان أمنية (Wish)، وكانت زيارته الأخيرة لمصر في العام 2000 بندوه أقيمت ب دار الأوبرا المصرية.

## وفاته
توفى حمزة علاء الدين في 22 مايو عام 2006 على أثر مضاعفات حدثت له بعد إجراء عملية جراحية في المرارة بأحد المستشفيات ببيركيلى بكاليفورنيا وسط اهتمام إعلامى كبير بوسائل الأعلام الأمريكية واليابانية وتجاهل تام من وسائل الأعلام المصرية، ووقد لعبت زوجته نبرة دورا كبيرا وهاما في حياته.

## أعماله
- 1964 - موسيقى النوبة (Music of Nubia)
- 1965 - العود (Al Oud)
- 1968 - إسكاليه (Escalay: The Water Wheel)
- 1987 - كسوف (Eclipse)
- 1982 - أغنية النيل (A Song of the Nile)
- 1995 - ورد النيل (Lily of the Nile)
- 1996 - (Available Sound: Darius)
- 1996 - موشح (Muwashshah)
- 1999 - أمنية (A Wish)

## وصلات خارجية
- حمزة علاء الدين على موقع ميوزك برينز (الإنجليزية)
- حمزة علاء الدين على موقع قاعدة بيانات برودواي على الإنترنت (الإنجليزية)
- حمزة علاء الدين على موقع أول ميوزيك (الإنجليزية)
- حمزة علاء الدين على موقع ديسكوغز (الإنجليزية)

الموقع الرسمى لحمزة الدين نسخة محفوظة 1 أغسطس 2009 على موقع واي باك مشين.
صفحة حمزة الدين في موالي.كوم

## فيديو
Hamza el Din Ud على يوتيوب
Hamza El Din La Salam على يوتيوب